# Maria Rosenkranzkönigin (Radibor)

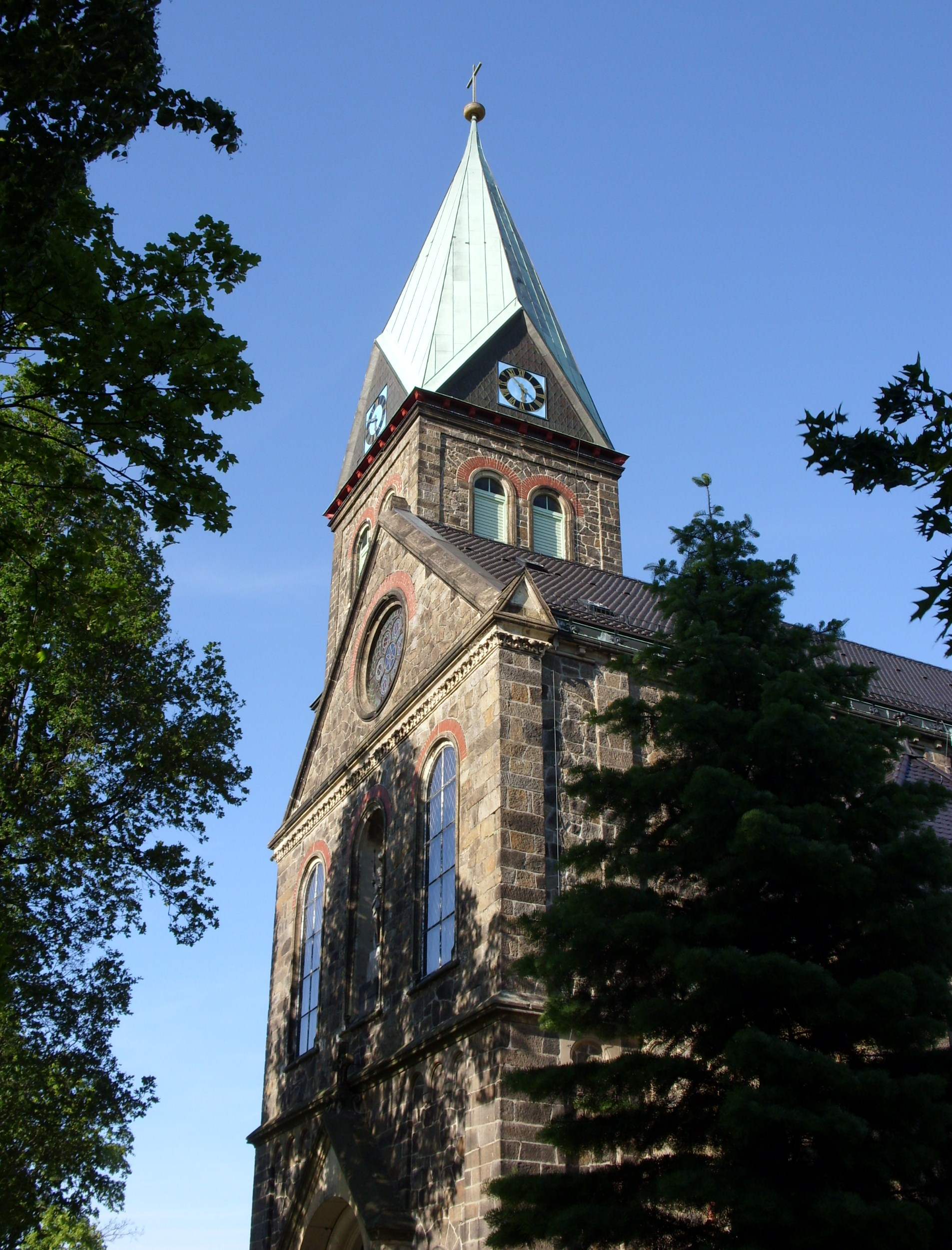
Maria Rosenkranzkönigin

Die Kirche Maria Rosenkranzkönigin, obersorbisch Cyrkej swjateje Marije, kralowny róžowca, ist ein römisch-katholisches Kirchengebäude in der Gemeinde Radibor in Sachsen. Da der Ort Radibor drei Kirchen (erste bzw. alte Pfarrkirche, Kreuzkirche auf dem Friedhof und neue Pfarrkirche) besitzt und diese als letzte errichtet wurde, wird sie auch neue Pfarrkirche genannt.
Die Pfarrgemeinde besteht aus Gläubigen sorbischer und deutscher Muttersprache.

## Geschichte

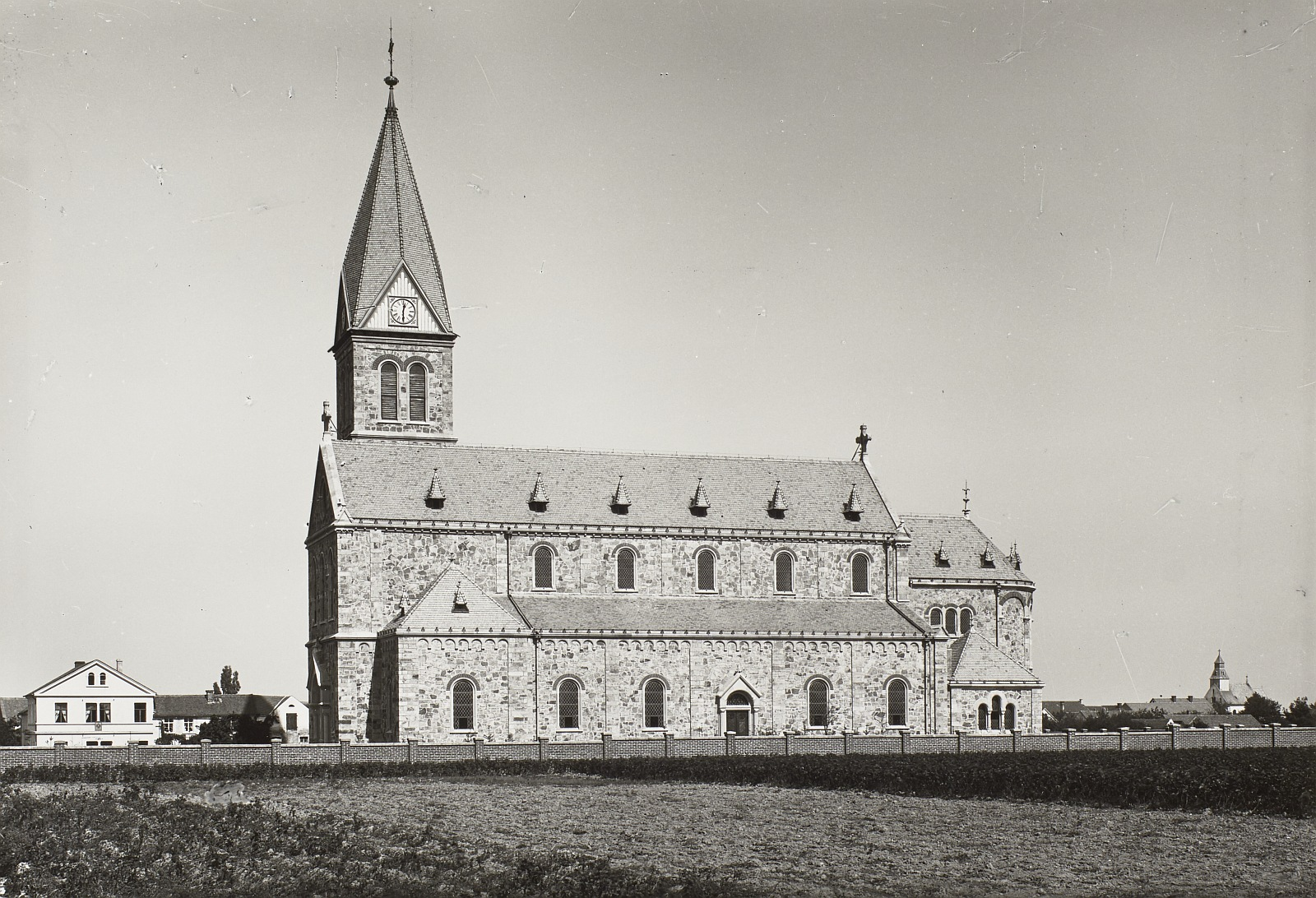
Die neue Pfarrkirche um 1900

Aufgrund eines Gutachtens über den baulichen Zustand der alten Pfarrkirche wurde am 18. Juli 1888 durch eine Kommission beschlossen, dass ein Neubau nötig sei. Die Kosten für die Restaurierung der alten Pfarrkirche wären höher gewesen als für die Errichtung eines neuen Gotteshauses.
Am 1. Oktober 1888 erhielt die Pfarrgemeinde die Zusage des Bischofs Franz Bernert zum Neubau. Weiterhin war es dem evangelischen Patronatsherren und Rittergutsbesitzer von Radibor, Graf von Einsiedel, zu verdanken, dass 1890/91 ein Grundstück zur Verfügung gestellt wurde. Es konnte durch den Ankauf eines weiteren Stückes Land noch vergrößert werden. Dies ist bemerkenswert, da vorherige Rittergutsbesitzer unbedingt den evangelischen Glauben durchsetzen wollten.
Der Grundstein für die Kirche wurde am 2. August 1895 gelegt. Die Bauarbeiten nach Plänen des Architekten Joseph Campani begannen im Sommer 1894 und endeten mit der Weihe der Kirche durch Bischof Ludwig Wahl am 15. November 1896.
Im Jahr 1996 wurde das hundertjährige Bestehen gefeiert.

## Architektur

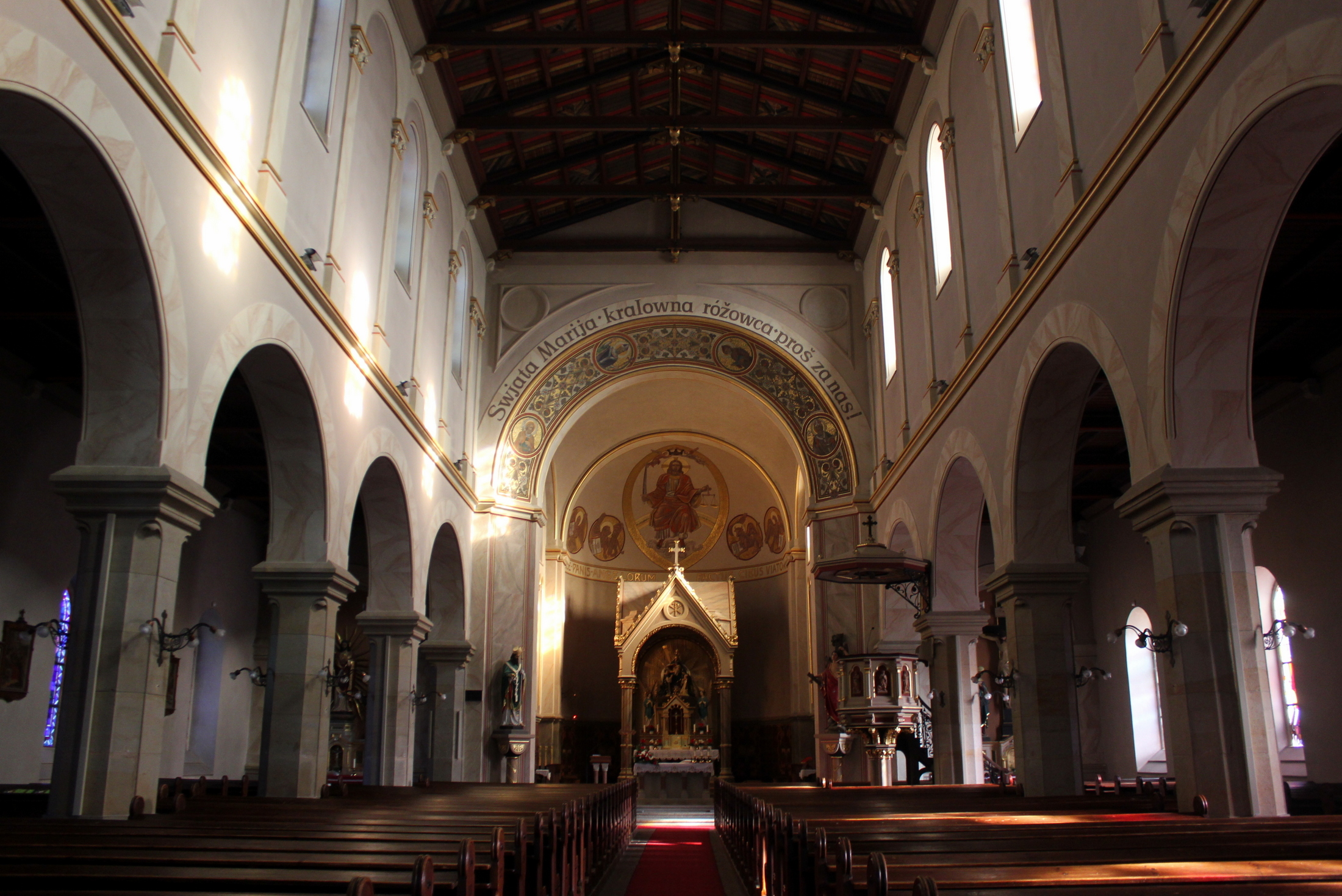
Hauptschiff mit Altar

Die der Rosenkranzkönigin geweihte neuromanische Kirche ist eine geostete dreischiffige Basilika mit eingezogenem Chor und repräsentativer Portalfront, die auf der Nordseite von einem quadratischen Glockenturm flankiert wird. Die Kirche ist aus unverputztem Werkstein errichtet. Die Außenwände sind mit Bogenfriesen und Lisenen gegliedert.
Das Innere wurde 1988/90 originalgerecht restauriert. Eindrucksvoll sind außer dem Hochaltar und der Kanzel vor allem das Ziborium und der bemalte Chorbogen sowie verschiedene Heiligenstatuen.